# Feline Fibroadenomatose

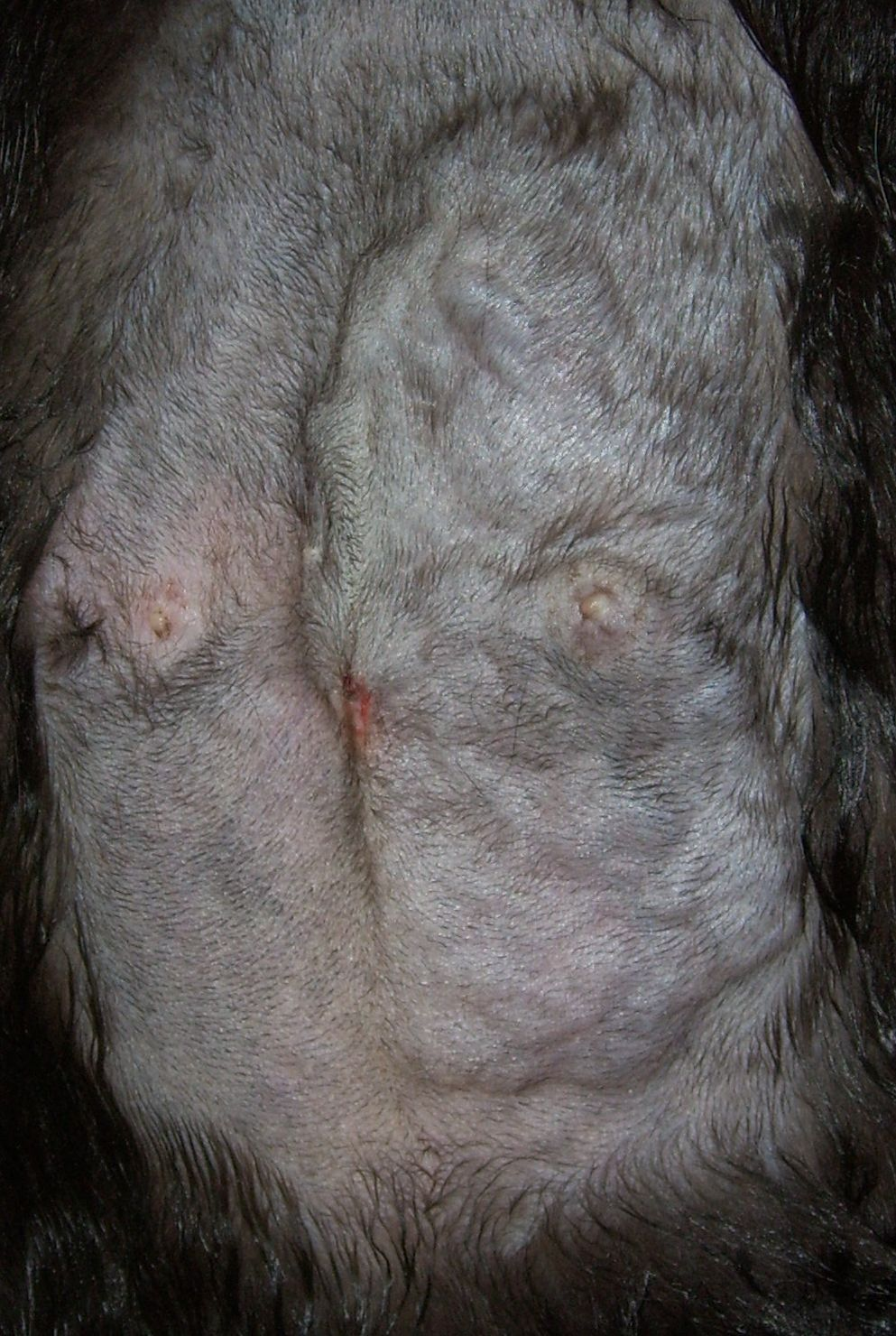
Ausgeprägte Knotenbildung der linken Milchleiste (rechts im Bild) bei einer Katze mit Fibroadenomatose

Die Feline Fibroadenomatose (Syn. Fibroepitheliale Hyperplasie, feline Mammahyperplasie) ist eine hormonell beeinflusste Erkrankung der Milchdrüse der Katzen (felin von lateinisch felis ‚Katze‘), die durch eine reversible Zubildung von mesenchymalen und epithelialen Zellen (Fibroadenome) im Gesäuge gekennzeichnet ist. Sie ist Folge hoher Progesteronspiegel und bildet sich nach der Rückbildung des Gelbkörpers im Eierstock zumeist spontan zurück. Sehr selten kann eine Fibroadenomatose auch beim Kater auftreten. Die Fibroadenomatose kann auch durch Antiprogesterone oder eine Kastration geheilt werden.

## Entstehung
Die Ursache für diese Erkrankung ist bislang ungeklärt. Als gesichert gilt eine Beteiligung des Sexualhormons Progesteron. Die feline Fibroadenomatose entwickelt sich stets in der Phase hoher Progesteronspiegel während des Sexualzyklus, also im Anschluss an die Rolligkeit (Brunst), während einer Trächtigkeit oder einer Scheinträchtigkeit. Auch eine medikamentöse Unterdrückung der Rolligkeit durch Hormonbehandlung mit Progestagenen (iatrogen) kann als Nebenwirkung zur Ausbildung einer felinen Fibroadenomatose führen. Progesteron führt zu einer vermehrten Bildung von Wachstumshormon in der Milchdrüse und diese wiederum zu einer Zellvermehrung des Stromas und des Drüsengewebes.
Die Erkrankung tritt vor allem bei jungen weiblichen Katzen spontan auf. Ältere Tiere sind gewöhnlich nur infolge einer Progesteronbehandlung betroffen. Selten kann eine Fibroadenomatose auch bei Katern auftreten, meist infolge einer Behandlung mit Gestagenen.
Bei männlichen Tieren ist die Fibroadenomatose sehr selten. Sie kann durch Aufnahme von Gestagenen, eventuell auch spontan durch männliche Geschlechtshormone verursacht werden.

## Symptome
Die feline Fibroadenomatose beginnt zunächst ohne Störung des Allgemeinbefindens. Es kommt zu einer starken Größenzunahme der Gesäugekomplexe, die bis zur Größe einer Orange heranwachsen können.
Sekundär kann es durch diese Größenzunahme zu einer Unterversorgung mit Blut (Ischämie), zum Absterben (Nekrose) des Gewebes infolge des erhöhten Drucks, zu Schwierigkeiten beim Laufen und zu reduzierter Futteraufnahme (Anorexie) kommen.

## Behandlung
Die Gesäugezubildung ist reversibel. Mit der physiologischen Zurückbildung des Gelbkörpers (Luteolyse) im Eierstock, dem Ort der Progesteronbildung, bilden sich auch die Fibroadenome in der Regel wieder zurück.
Eine medikamentöse Behandlung mit Antiprogesteronen wie Aglepriston führt binnen vier Wochen zu einer Rückbildung der Gesäugevergrößerung. Der Wirkstoff muss dabei drei bis viermal injiziert werden. Bei Katzen, die nicht zur Zucht verwendet werden sollen, gilt die Kastration als Mittel der Wahl. Nach der Kastration kommt es ebenfalls zur Rückbildung der Fibroadenome. Zudem wird ein potentielles Wiederauftreten im nächsten Sexualzyklus von vornherein unterbunden. Die Rückbildung dauert drei bis elf Wochen, in Ausnahmefällen auch bis fünf Monate, und kann durch die Gabe von Aglepriston beschleunigt werden.
Die künstliche Auslösung der Gelbkörperrückbildung durch Prostaglandin F2α ist aufgrund der starken Nebenwirkungen nicht zu empfehlen. Prolaktinhemmer wie Cabergolin sind ebenfalls einsetzbar, verursachen aber bei Katzen ebenfalls meist erhebliche Nebenwirkungen.
Bei schweren Hautnekrosen und -geschwüren infolge einer starken Vergrößerung müssen gegebenenfalls die betroffenen Hautareale chirurgisch entfernt werden.
Bei Katern kann die Kastration ebenfalls zur Rückbildung führen. Wenn dies nicht erfolgreich ist, kann Cabergolin verabreicht werden.